# Birds of Prey (utwór)
„Birds of Prey” – piosenka synthpopowa pochodząca z edycji rozszerzonej szóstego studyjnego albumu amerykańskiej wokalistki Christiny Aguilery zatytułowanego Bionic (2010). Utwór został napisany przez Aguilerę, Cathy Dennis, Helen Marnie, Daniela Hunta, Mirę Aroyo i Reubena Wu oraz wyprodukowany przez członków grupy Ladytron.
W utworze Aguilera śpiewa o „przedostaniu się na drugą stronę lustra”, „zauważaniu przelotnie wszystkich kłamstw ukrytych za maskami”. „Birds of Prey” spotkał się z uznaniem krytyków, otrzymując zgodnie pozytywne recenzje. Dziennikarze muzyczni zaobserwowali, że piosenka reprezentuje wyższy poziom niż materiał znajdujący się na podstawowej edycji albumu Bionic i okrzyknęli ją jako „epicką”, „wspaniałą”. Sukces artystyczny kompozycji został przypieczętowany przez australijskie czasopismo Herald Sun, którego redaktorzy nazwali „Birds of Prey” „najbardziej niedocenionym dziełem muzycznym 2010 roku”. W 2016 dziennikarze serwisu popheart.pl okrzyknęli nagranie jako „wyprzedzające swoje czasy”.

## Informacje o utworze

### Tło
W połowie sierpnia 2009 roku podano do informacji, że Christina Aguilera zwerbowała członków brytyjskiego zespołu muzycznego Ladytron do współpracy przy swoim szóstym studyjnym albumie, którego premierę datowano na najbliższy rok. Wokalistka wyznała, że muzyka podobna do tej w wydaniu electropopowej grupy jest dokładnie tym, co chce stworzyć na krążku. Keyboardzista formacji Reuben Wu powiedział w wywiadzie, że artystka „chciała wkroczyć w ich świat”. Według Wu, Aguilera zainteresowała się twórczością Ladytronu w roku 2007 i nie brakło jej śmiałości, by zadeklarować się przed zespołem jako jego fanka. „Stwierdziła, że nasza muzyka ją zainspirowała, i że jesteśmy jedną z jej ulubionych kapel” − powiedział Wu. Pomimo że Reuben Wu i jego towarzysze − klawiszowiec Daniel Hunt oraz śpiewaczki Mira Aroyo i Helen Marnie − zostali zobowiązani, by zachować poufność na temat projektu, nie utrzymali go w tajemnicy. „Co mieliśmy zrobić, jeśli nie powiedzieć naszym rodzicom?”, pytał Wu. „Christina jest jedną z tych osób z branży muzycznej, które są znane przez twoich rodziców, więc odpowiadało nam, by powiedzieć naszym matkom i ojcom: «słuchajcie, wreszcie robimy coś, co możecie zrozumieć»” − kontynuował Wu, stawiając akcent na dumę, którą czuł przed rodzicami z powodu odejścia od bardzo alternatywnej twórczości.
Aguilera przyznała, że jest dumna z powodu współpracy, jaką nawiązała z „niesamowitymi i utalentowanymi ludźmi”. Dodała, że Ladytron, a także M.I.A. i Santigold to artyści, których kocha. „Muzycy, z którymi postanowiłam kolaborować, sprawili, że znajdziemy na Bionic wiele unikalnych warstw dźwiękowych. Moim zamiarem było wejść do ich świata i połączyć ich idee ze swoją własną wizją. Wynik okazał się magiczny” − powiedziała Aguilera w rozmowie z magazynem New Musical Express. Daniel Hunt uznał, że Aguilera „miała odważną, oryginalną wizję” albumu Bionic jako projektu artystycznego.

### Kompozycja
„Birds of Prey” jest synthpopowym utworem, zawierającym subtelny, ponury, elektroniczny beat. Jego brzmienie zostało porównane do stylu, jaki na swoim albumie Velocifero (2008) zaadaptował Ladytron. Członkowie Ladytronu napisali kompozycję wspólnie z laureatką nagrody Grammy Cathy Dennis oraz oddzielnie ją wyprodukowali. Liryczna warstwa utworu mówi o „przedostaniu się na drugą stronę lustra”, „zauważaniu przelotnie wszystkich kłamstw ukrytych za maskami”. Podmiot liryczny zwraca się również do niezidentyfikowanej osoby, zarzucając jej, że przebywa z drapieżnymi ptakami (z ang. tytułowe birds of prey); ptaki te „obserwują i żerują, biorą to, czego potrzebują, gryzą póki krwawisz”. W utworze Aguilera śpiewa również: „Połknięcie niebieskiej tabletki spowoduje, że zapłaczesz; a wszystko, co zrobi czerwona tabletka, to sprawi, że zapomnisz, dlaczego”. W ten sposób artystka nawiązała do filmu braci Wachowskich Matrix (1999), w którym główny bohater kreowany przez Keanu Reevesa został postawiony przed wyborem zażycia dwukolorowych pigułek. Piosenka, na której głębię i siłę przekazu często zwraca się uwagę, nie ma jednoznacznej wymowy. Sebastian Mucha (popheart.pl) wierzy, że tematyką tekstu utworu są media. W styczniu 2012 roku do informacji publicznej podano, że Aguilera chciała wydać „Birds of Prey” na singlu, na co nie zezwoliła jej wytwórnia RCA Records. Wiadomość wzburzyła fanów wokalistki. RCA nie wydało zgody na publikację „Birds of Prey” z powodu jego mało mainstreamowego brzmienia. Ze względu na eksperymentalny ton, z tracklisty albumu Bionic odrzucono także dwie piosenki autorstwa Ladytronu (w tym budzący ogromne zainteresowanie fanów „Kimono Girl”). Wiosną 2012 w sieci pojawił się oficjalny remiks piosenki, którego autorem jest Reuben Wu. Remiks charakteryzuje się mocniejszym beatem i zwiększonym tempem.
Sama Aguilera odniosła się do utworu tuż przed halloween w 2019 roku. „Nie uda wam się odnaleźć pobrzasku, dopóki nie przejdziecie przez mrok”, powiedziała o jego przesłaniu. W odpowiedzi na komentarz artystki Wu przyznał, że ich współpraca była „najbardziej surrealnym momentem jego kariery”.

## Odbiór

### Recenzje
Kompozycja została korzystnie oceniona przez krytyków muzycznych; zebrała uniwersalnie pozytywne recenzje. Stephen Thomas Erlewine nazwał „Birds of Prey” „świetnym, syntezatorowym szybowcem muzycznym”. Bill Lamb, redaktor serwisu internetowego About.com, wybrał utwór na jedną z „topowych piosenek” („Top Tracks”) albumu Bionic, uznając, że „potrafi brzmieć epicko i eterycznie zarazem”. Nick Levine z Digital Spy także docenił kompozycję, okrzykując ją jako „złowieszczą synthpopową (...) wyborność”. Według piszącego dla magazynu New Musical Express Dana Martina, „Birds of Prey” to „klasyczne, żałobne electro od Ladytronu”. Recenzując Bionic dla witryny o nazwie musicOMH, Michael Cragg lakonicznie określił utwór jako „wspaniały”. Pip Ellwood (Entertainment Focus) wymienił piosenkę wśród atutów krążka Bionic, przypisując jej podobieństwo względem dokonań angielskiego duetu Pet Shop Boys. Pamflecista współpracujący z pismem EQ Music również wydał „Birds of Prey” pozytywną recenzję. „To wstyd, że materiał dzieła zespołu Ladytron nie otrzymał bardziej prominentnego miejsca na Bionicu. Oba utwory ('Birds of Prey' i 'Little Dreamer' − przyp.) są napisane wspólnie przez Xtinę, Ladytron i popowe guru Cathy Dennis, a 'Birds...' odsłania przed nami metafizyczną Christinę w Krainie Czarów” − pisał dziennikarz EQ Music. X. Alexander (Idolator) bez ogródek stwierdził, że „piosenka jest lepsza od tych, które złożyły się na bazową wersję płyty Bionic”. Zdaniem Łukasza Mantiusza z serwisu allaboutmusic.pl, „jeśli Aguilera miała jakiś wpływ na to, które piosenki pojawią się na krążku standardowym Bionic, a które trafią na specjalną deluxe edition, zdecydowanie popełniła faux pas”. Mantiuk uznał, że najlepszą piosenką z wszystkich dwudziestu czterech zawartych na pełnym wydawnictwie płyty jest „tajemniczy i mistyczny” utwór „Birds of Prey”. Recenzentka strony revisionesdelamusica.com napisała: „Na wersji deluxe znajduje się jedna z lepszych kompozycji Christiny, a mianowicie dzieło grupy Ladytron, 'Birds of Prey'. Ubolewam nad tym, że nie znajduje się ona na podstawie i nie została wydana jako singel. Piosenka jest bardzo futurystyczna, oryginalna i tajemnicza”. Bradley Stern (muumuse.com) nazwał nagranie „wyrafinowanym popem”, a Sam Lansky (MTV Buzzworthy) emocje odczuwane podczas przesłuchiwania utworu porównał do efektów oddziaływania narkotyku. Lansky okrzyknął „Birds of Prey” „arcydziełem”. W miesięczniku Attitude twierdzono, że piosenka „zgubiła się” na edycji deluxe albumu Bionic: „to inteligentny pop w najlepszym wydaniu”.

### Późniejsze opinie
W lutym 2011 roku wydawany w Melbourne dziennik Herald Sun okrzyknął „Birds of Prey” najbardziej niedocenionym dziełem muzycznym roku ubiegłego. Swój wybór australijscy dziennikarze opatrzyli komentarzem: „Utwór 'Birds of Prey' jest prawdziwym szokiem i całkowicie nie brzmi jak standardowy materiał nagrywany dotąd przez panią Aguilerę; brzmi jak pieśń, która może pochodzić z albumu zespołu Ladytron. Za tym argumentem stoi głównie fakt, iż piosenka pozbawiona jest nadmiernej władzy wokalnej, z jakiej znana jest jej wykonawczyni. Nie ma tu żadnych akrobacji głosem, nie ma oklepanego brzmienia, po którym natychmiast rozpoznaje się jej muzykę. Utwór kończy się w całkowity piękny sposób, to wstyd, że jest tylko bonusem (na albumie − przyp.), a świat nie usłyszy tej wspaniałej piosenki 2010 roku”. Herald Sun wyraził żal, iż utwór nie został singlowym wydawnictwem.
Zdaniem redaktorów strony internetowej the-rockferry.pl, „Birds of Prey” to jedna z pięćdziesięciu najlepszych kompozycji nagranych przez Aguilerę od początku jej kariery aż do 2010, a także „jej najlepsza szerzej nieznana piosenka”. Użytkownicy interaktywnego serwisu TheTopTens.com uznali nagranie za jeden najlepszych utworów zawartych na albumuie Bionic; ich komentarze podsumowały „Birds of Prey” jako piosenkę „niezrozumianą, (...) głęboką i pełną wielopłaszczyznowych znaczeń”, „bardzo wyjątkową”. W zestawieniu o nazwie „Piosenki Christiny Aguilery, których nie nigdy nie słyszałeś, a powinieneś” dziennikarka muzyczna Lexxie Ehrenkaufer (hypable.com) rekomendowała kompozycję jako jeden z najbardziej wartościowych utworów w dyskografii artystki. W omówieniu dla witryny electricity-club.co.uk publicysta Chi Ming Lai wskazał „Birds of Prey” jako jedną z najlepszych elektronicznych piosenek roku 2010. Ming Lai pisał: „Od strony wokalnej Aguilera wykazuje wielką powściągliwość, różną od swoich standardowych popisów wokalnych. Sam utwór stanowi piękny ambient, idealny na imprezy typu rave, nacechowany niemal hipnotyczną aurą muzyki Bliskiego Wschodu”. W 2016 redaktorzy serwisu muzycznego popheart.pl obwołali nagranie jako „wyprzedzające swoje czasy”, dodając przy okazji: „'Birds of Prey' brzmi dzisiaj jeszcze lepiej niż sześć lat temu”. Sebastian Mucha (popheart.pl) wskazał „Birds of Prey” jako jedną z dziesięciu najlepszych niesinglowych piosenek Aguilery. Chwalił również remix utworu, zrealizowany przez Reubena Wu. W sierpniu 2017 zespół redaktorów popheart.pl opracował listę dziesięciu najlepszych piosenek w całej karierze Aguilery. „Birds of Prey” objął na niej miejsce dziesiąte.
Jesienią 2017 roku magazyn Billboard umieścił „Birds of Prey” na liście stu najlepszych niesinglowych utworów dwudziestego pierwszego wieku.

## Remiksy utworu

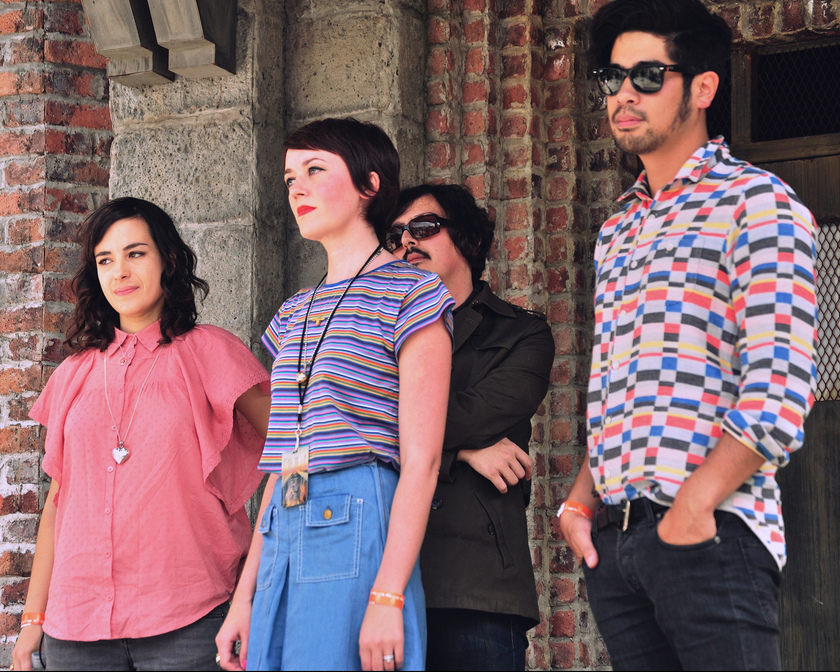
Członkowie grupy Ladytron, autorzy i producenci „Birds of Prey”.

- Reuben Wu Ladytron Remix − 5:31[17]
- Tony Metric Electro Edit − 1:13
- Tony Metric Sick Edit − 1:40

## Twórcy
- Główne wokale: Christina Aguilera
- Producent: Ladytron
- Autor: Christina Aguilera, Cathy Dennis, Helen Marnie, Daniel Hunt, Mira Aroyo, Reuben Wu
- Nagrywanie: Oscar Ramirez
- Mixer: Mark „Spike” Stent
- Asystent mixera: Matty Green
- Syntezator modularny, gitara elektryczna: Alessandro Cortini

## Pozycje na listach przebojów
| Kraj      | Notowanie (2010)  | Wydawca | Najwyższa pozycja |
| --------- | ----------------- | ------- | ----------------- |
| Indonezja | Top Digital Songs | LIMA    | 14                |